# CHRONICLE 0 -ZERO-
『CHRONICLE 0 -ZERO-』（クロニクル ゼロ）は、日本のロックバンド、L'Arc〜en〜Cielののミュージック・クリップ集。2007年2月14日発売。発売元はKi/oon Records。

## 解説
2001年3月に発売した『CHRONICLE 2』に続く、『CHRONICLE』シリーズ第3弾となるミュージック・クリップ集。
1994年に発売した1stビデオシングル「眠りによせて」から、1996年に発売した6thシングル「Lies and Truth」までのシングル表題曲8曲のミュージック・ビデオが収録されている。本作は『CHRONICLE』シリーズの第3弾となる映像作品になっているが、リリース年代が過去のシリーズで最も古い、1994年から1996年の音源のミュージック・ビデオを収録している。そのため、本作に収録された映像はすべて、sakuraがドラマーとして在籍していた時期に撮影されたものとなっている。こういった事情から、本作のタイトルに『0 -ZERO-』と付されている。
また、本作の収録内容は、基本的に2003年に発売されたベストアルバム『The Best of L'Arc-en-Ciel
1994-1998』『The Best of L'Arc-en-Ciel
1998-2000』『The Best of L'Arc-en-Ciel
c/w』の3作の初回生産限定盤に特典として収められていたDVDに収録されたミュージック・ビデオを1つにまとめたものとなっている。ただ、本作の初回限定仕様にはシークレットムービーとして、「Vivid Colors」の別バージョンのクリップが収録されている。ちなみに、本来1997年にシングルカットされる予定だった「the Fourth Avenue Café」は、当時ミュージック・ビデオが撮影されながらも公表されていなかったが、本作においても収録が見送られている。なお、「the Fourth Avenue Café」は本作のエンディングのスタッフロールで、編集した当時のライヴ映像やオフショットとともに流されている。
ちなみに本作では、『CHRONICLE』シリーズの定番となっている「各ミュージック・ビデオの間に挟んだオリジナルムービー」が収められていない。オリジナルムービーを収録していない前述のシリーズは、本作が初のこととなった。
フィジカルは通常盤（DVD）の1形態でリリースされており、初回限定仕様は2面デジパックケースとなっている。なお、ジャケットの色は初回限定仕様が赤、通常仕様が淡緑色と違ったデザインになっている。

## 収録曲
1. 眠りによせて
ディレクター: 高木照之
2. Blurry Eyes
ディレクター: 後藤新吾
3. and She Said
ディレクター: 丹修一
4. Vivid Colors
ディレクター: 後藤新吾
5. 夏の憂鬱 [time to say good-bye]
ディレクター: デビッド・ステットソン
6. 風にきえないで
ディレクター: 栗田裕介
7. flower
ディレクター: 竹内スグル
8. Lies and Truth
ディレクター: 竹内スグル

＜Extra＞
- Vivid Colors

本編に収録されたクリップとは別バージョン。なお、先に制作されたのはこちらのバージョンである。

## クレジット
フィジカルに付属するブックレットより転載。日本語表記が確認出来ない部分に関しては原文ママとする。
- hyde：Vocal
- ken：Guitar
- tetsu：Bass
- sakura：Drums & Percussion

| [Clips Staff] 眠りによせて - Production: SEP - Producer: Hirotaka Kajita - Director: 高木照之 - Hair and Make Up: Michiko Takano - Styling: L'Arc〜en〜Ciel, Emi Takahashi（Jellyfish）, Chihiro Yamashita, Yukie Takahashi Blurry Eyes - Production: SIGNS - Producer: L'Arc〜en〜Ciel, Mikio Hasegawa - Director: 後藤新吾 - Hair and Make Up: Michiko Takano, Miyuki Kato - Styling: L'Arc〜en〜Ciel, Emi Takahashi（Jellyfish）, Chihiro Yamashita, Yukie Takahashi and She Said - Production: SEP - Producer: Hirotaka Kajita, Tikashi Suzuki - Director: 丹修一 - Hair and Make Up: Michiko Takano, Miyuki Kato - Styling: L'Arc〜en〜Ciel, Emi Takahashi（Jellyfish）, Chihiro Yamashita, Yukie Takahashi Vivid Colors - Production: SIGNS - Producer: Shoko Kuroki - Director: 後藤新吾 - Hair and Make Up: Michiko Takano, Miyuki Kato, Yuka Ushikoshi - Styling: L'Arc〜en〜Ciel, Emi Takahashi（Jellyfish）, Chihiro Yamashita, Yukie Takahashi 夏の憂鬱 [time to say good-bye] - Production: SEP - Producer: Hirotaka Kajita - Director: デビッド・ステットソン - Hair and Make Up: Michiko Takano, Miyuki Kato, Yuka Ushikoshi - Styling: L'Arc〜en〜Ciel, Emi Takahashi（Jellyfish）, Chihiro Yamashita, Yukie Takahashi 風にきえないで - Production: SEP - Producer: Masaki Murano - Director: 栗田裕介 - Hair and Make Up: Michiko Takano - Styling: L'Arc〜en〜Ciel, Mika Okamiya | flower - Production: SEP - Producer: Hirotaka Kajita - Director: 竹内スグル - Hair and Make Up: Michiko Takano - Styling: L'Arc〜en〜Ciel, Mika Okamiya Lies and Truth - Production: SEP - Producer: Hirotaka Kajita - Director: 竹内スグル - Hair and Make Up: Michiko Takano - Styling: L'Arc〜en〜Ciel, Mika Okamiya [CHRONICLE 0 -ZERO- Staff] - Art Direction and Motion Graphicker: Takashi Tadokoro（EXFLARE） - Production: G-gravity, Inc. - Line Producer: Satoru Agata（G-gravity, Inc.） - Production Manager: Tsukasa Sakamoto（G-gravity, Inc.） - Graphic and CG: Yasutaka Fukuda（DENBAK-FANO DESIGN） - Sound Effect: Takuji Oe（Muse Crea Inc.） - Art Direction: Hiroshi Maeda（BONES GRAPHICS） - Object Design: Cow Chan（BONES GRAPHICS） - Photographer: Takaaki Henmi - Object: Toshio Hayashi（HAYASHI BIJUTSU） - Design: Hiroshi Maeda, Nobuaki Iijima（BONES GRAPHICS） - Encode and Authoring Engineer: Hiroshi Katada（Sony Music Nogizaka Studio） - Artist Management: MAVERICK D.C.,Inc - Management Staff: Ken-ichi Iida, Ryuuichi Kato, Nobuyuki Akani, Misa Hanada, Yoichiro Takeshita（GRAVIS）, Yasuko Koizumi（GRAVIS）, Kiyoshi Fukushima（THEO）, Atsushi Fujiwara（THEO）, Michiyo Kobayashi, Yuko Takagi - Coordination: Yoshinori Sagiya（Current Inc.） - Ki/oon Records Staff: Soh Fukuda, Kaichiro Shirai, Toru Yamamoto, Atsuya Iwasaki - Executive Producers: 大石征裕（MAVERICK D.C.,Inc）, 中山道彦（Ki/oon Records） |